# Monocymia harmina
Monocymia harmina är en fjärilsart som beskrevs av William Schaus 1904. Monocymia harmina ingår i släktet Monocymia och familjen nattflyn. Inga underarter finns listade i Catalogue of Life.